# 若霖
若霖（じゃくりん、1675年（延宝3年） - 1735年11月1日（享保20年9月17日））は、江戸時代前期から中期にかけての浄土真宗本願寺派の僧。第3代能化。

## 概要
武蔵国金沢生まれ。桃渓と号す。西本願寺学林の第2代能化・知空に学ぶ。近江日野の正崇寺に住する。『維摩経』の解釈で師と対立して破門されるが後に許される。1718年（享保3年）から死去する1735年（享保20年）まで第3代能化を務め、学林制約を定めた。弟子に第4代能化の法霖や、明和の法論を起こした智暹がいる。1735年11月1日（享保20年9月17日）、61歳で死去する。

## 著作
- 『正信偈文軌』など